# Tonnerre
Tonnerre és un municipi francès, situat al departament del Yonne i a la regió de Borgonya - Franc Comtat. L'any 1999 tenia 5.979 habitants.

## Història
A l'edat mitjana fou seu d'un bisbat on exerciren Sant Guerrí (mort l'any 708) i Sant Ebboí (mort cap al 725). El 814 va ser incorporat a la seu de Langres, essent bisbe d'aquesta ciutat Bettó, que va rebre el títol de comte de Tonnerre, Langres i Dijon i va morir cap al 845. El comtat de Tonnerre va estar per molt temps unit als de Nevers i Auxerre i més tard als de Chalon i de Clermont. Vegeu Comtat de Tonnerre

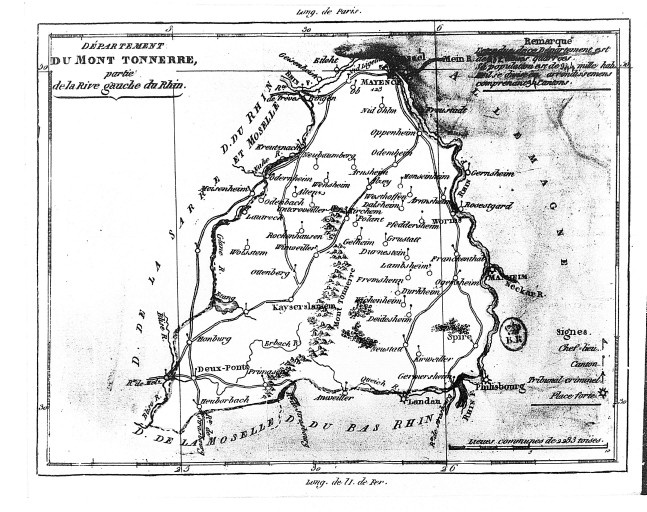
Antic plànol del departament de Tonnerre

## Personalitats lligades al municipi
- Charles de Beaumont, cavaller d'Eon (1728-1810), nascut a Tonnerre.